# Emscher
Emscher – rzeka w zachodnich Niemczech, w Nadrenii Północnej-Westfalii, dopływ Renu. Długość rzeki wynosi 78 km, a powierzchnia jej dorzecza – 856 km².
Źródło rzeki znajduje się na południowy wschód od Dortmundu, na wzgórzach Haarstrang, na terenie gminy Holzwickede. Rzeka płynie ze wschodu na zachód przez Zagłębie Ruhry – miasta Dortmund, Castrop-Rauxel, Herne, Gelsenkirchen, Essen, Bottrop i Oberhausen. Uchodzi do Renu na zachód od Dinslaken. Na znacznej długości wzdłuż rzeki biegnie kanał Ren-Herne.
W przeszłości rzeka wykorzystywana była jako otwarty ściek dla otaczających ją zakładów przemysłowych. Na początku XX wieku została uregulowana, by zapobiec powtarzającym się powodziom. Ujście rzeki dwukrotnie przekopywano, przesuwając je na północ – pierwotnie znajdowało się w Alsum (Hamborn), od 1910 w Walsum, a od 1949 w Dinslaken.
W latach 90. XX wieku podjęto prace mające na celu przywrócenie rzeki do jej naturalnego stanu, m.in. poprzez budowę systemu odprowadzania i oczyszczania ścieków. Mają się one zakończyć w 2021 roku. Koszt inwestycji przekracza 5 mld euro.